# 鎌準舌唇魚
鎌準舌唇魚（学名：Lobocheilos falcifer）为輻鰭魚綱鯉形目鲤科準舌唇魚属的鱼类。分布於亞洲蘇門答臘、爪哇島及婆羅洲，體長可達33.5公分，棲息在底層水域。

## 外部連結
鎌準舌唇魚的圖片 （页面存档备份，存于）

## 扩展阅读
維基物種上的相關：鎌準舌唇魚